# Fehérállú mézevő
A fehérállú mézevő (Myzomela albigula) a madarak osztályának verébalakúak (Passeriformes) rendjébe és a mézevőfélék (Meliphagidae) családjába tartozó Myzomela nem egyik faja.
A magyar név forrással nincs megerősítve.

## Előfordulása
Pápua Új-Guinea területén honos.

## Alfajai
- Myzomela albigula albigula Hartert, 1898
- Myzomela albigula pallidior Hartert, 1898

## Külső hivatkozások
- Képek az interneten a fajról
- Internet Bird Collection - videók a fajról